# The Alpina Gstaad
The Alpina Gstaad is een luxueus 5-sterrenhotel gelegen in Gstaad, Zwitserland. Het hotel heeft 56 kamers en was het eerste luxe hotel wat opende in Gstaad in een eeuw tijd.

## Achtergrond
Het hotel is gebouwd op het voormalige perceel van het Grand Hotel Alpina wat gesloten werd in 1995. De bouw van het hotel heeft 13 jaar in beslag genomen wat resulteerde in de opening in het jaar 2012. Het hotel is gebouwd in de Zwitserse alpine stijl met materialen zoals marmer, zandsteen en verouderd hout. 
Het hotel bevat een privé bioscoop, een Japans restaurant, een op Havana geïnspireerde sigarenbar, een spa en een binnen en buitenzwembad.
Het hotel staat pal tegenover het 100 jaar oude Palace Hotel.

## Prijzen
- Tripadvisor: Travellers' Choice Award 2016
- Condé Nast Traveler: Gold List 2016
- Prix Villegiature: Grand Prix - Best Resort in Europe
- Gault Millau: Hotel of the Year 2013
- European Design Awards: Hotel of the Year 2013
- Michelin Guide: one star for the Sommet restaurant
- Gault Millau: 18/20 points for the Sommet restaurant, 16/20 for MEGU restaurant
- Condé Nast Traveller: Best New Hotel in Switzerland
- Handelszeitung: Best hotel in the category: Ski-Spas de luxe - Relaxation in an altitude above 1000 meters